# CASA CN-235
Die Airbus CN-235 ist ein zweimotoriges Turboprop-Flugzeug aus einem Gemeinschaftsprojekt der ehemaligen spanischen CASA, aufgegangen in der heutigen Airbus Defence and Space, und der indonesischen IPTN. Das Konsortium erhielt den Namen Airtech (Aircraft Technology Industries, später erloschen).
Aus der CN-235 wurde der um gut 3 Meter verlängerte Typ CASA C-295 entwickelt, der im Dezember 1998 seinen Erstflug hatte.

## Beschreibung
CN-235 (Basisflugzeug)
CN-235 MP Persuader (Seeaufklärer)
Die Entwicklung fand bei CASA statt. Die CN-235 MP wurde in Spanien bei CASA gefertigt und die CN-235 MPA bei IPTN in Indonesien.
Konzipiert wurde das Flugzeug als Seefernaufklärer. Die einzelnen Exemplare werden je nach Anforderung mit verschiedenen Kontroll- und Überwachungseinrichtungen ausgerüstet. Der Erstflug erfolgte 1983; die ersten Maschinen wurden 1988 in Dienst gestellt.

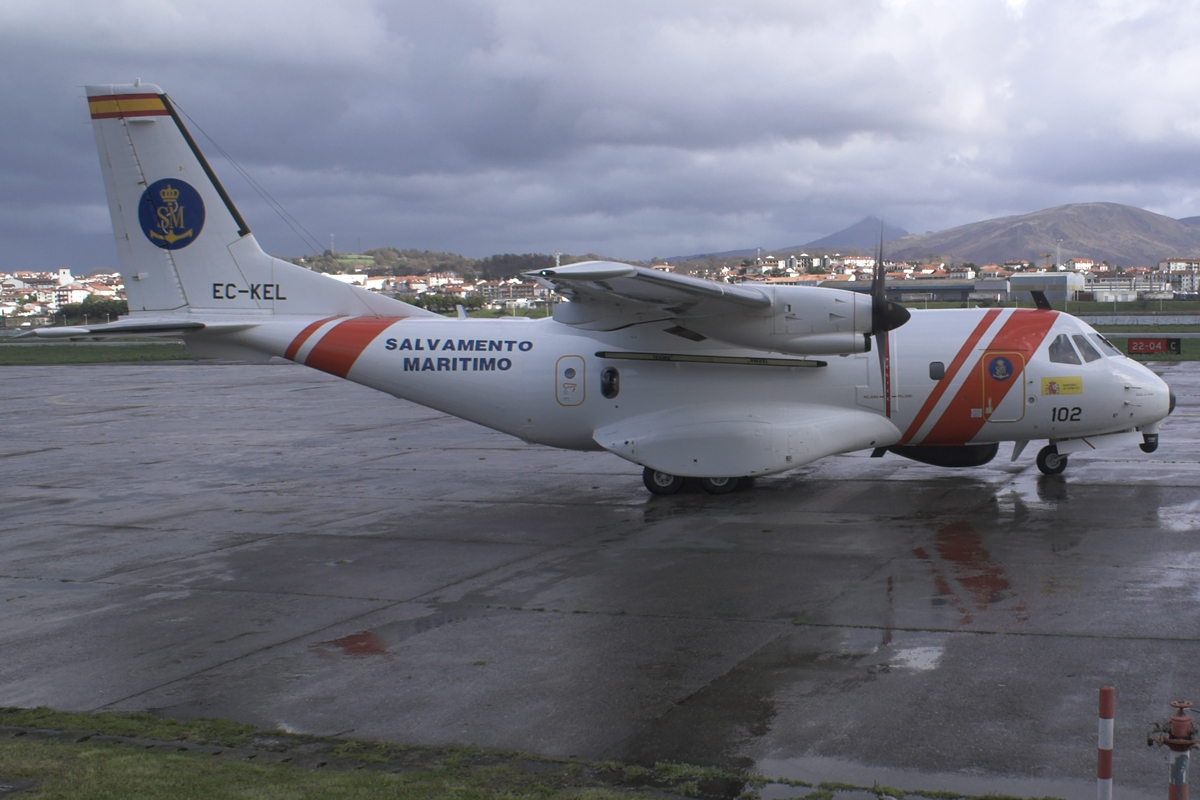
CASA CN-235-300 der spanischen Seenotrettung

Die von Casa gebauten CN-235 MP sind in Irland, der Türkei und Spanien (beim spanischen Militär auch als C-235 verzeichnet) im Einsatz und mit dem FLIR-System FLIR-2000HP (Infrarotsichtsystem) ausgerüstet. Die FLIR-Sender/-Empfängerteile sind unter der Flugzeugnase gut zu erkennen. Des Weiteren verfügen diese Maschinen über ein Northrop-Grumman-Litton-Display, verbunden mit einem AN/ALR-86(V)-Elektronik-Supportmesssystem und einem APS-504(V)5-Radar.
Im Vertrag mit der türkischen Regierung wurde vereinbart, dass die CASA CN-235 MP bei Turkish Aerospace Industries (TAI) in Ankara hergestellt wird. TAI fertigte in den Jahren 1991 bis 1998 insgesamt 50 Maschinen unter Lizenz von CASA.
Die in Indonesien gefertigte CN-235 MPA wird in Brunei, den Arabischen Emiraten und Indonesien eingesetzt. Die indonesische Marine hat sechs und die indonesische Luftwaffe drei Maschinen im Einsatz. Diese Maschinen sind mit AMASCOS (Airborne Maritime Situation Control System) einschließlich des von EADS Deutschland gefertigten Ocean-Master-Suchradars ausgerüstet.
Von beiden Flugzeugtypen wurden zahlreiche Zivilversionen hergestellt. Mehr als 280 Maschinen aller Versionen der CN-235 sind im Einsatz und haben mit mehreren Zwischenfällen rund 500.000 Flugstunden absolviert.
Im Jahr 2002 entstand in Zusammenarbeit mit der Lockheed Martin/Northrop Grumman-Gruppe (USA) die Version der CN-235-300M, die bei CASA hergestellt und mit einem von Rockwell Collins gelieferten elektronischen Flugmanagementsystem mit Flüssigkristall-Multifunktionsdisplay bestückt wird. Die US-amerikanische Küstenwache, die die Flugzeuge als HC-144A Ocean Sentry bezeichnet, plant die Beschaffung von 36 Maschinen. Bisher sind 14 Exemplare im Einsatz, deren erstes im Dezember 2006 ausgeliefert wurde. 2013 wurde eine weitere Maschine bestellt, die 2015 geliefert werden soll.
Aufgrund der Verzögerungen beim Airbus A400M bestellte Frankreich zunächst 19 CN-235-200-Maschinen und erhöhte die Bestellung im April 2010 um weitere acht CN-235-300.
Seit der Integration der Militärflugzeugsparte der CASA in Airbus Military gehört auch die C-235 zur Produktpalette von Airbus.

## Nutzung

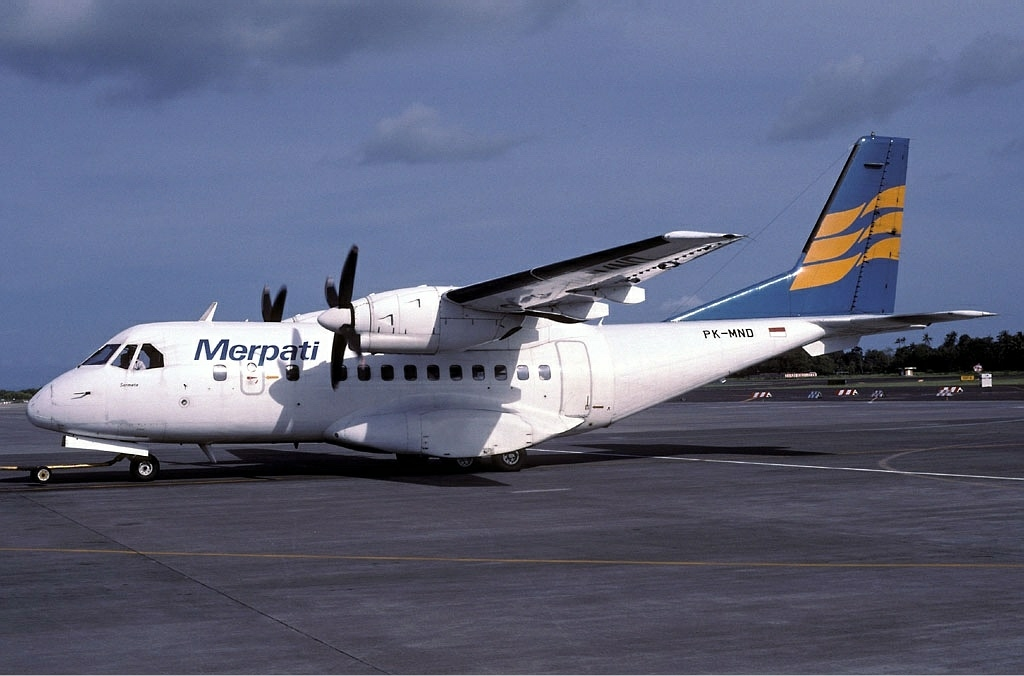
CASA CN-235-10 der indonesischen Merpati Nusantara Airlines, 1998

### Zivile Nutzer
Nur relativ wenige CN-235 wurden von Fluggesellschaften eingesetzt. Hierzu zählen:
- Air Namibia
- Austral Líneas Aéreas
- Binter Canarias
- Binter Mediterraneo
- Merpati Nusantara Airlines
- Pelita Air Service
- Safair

### Militärische Nutzer
inklusive weiterer öffentlicher Nutzer

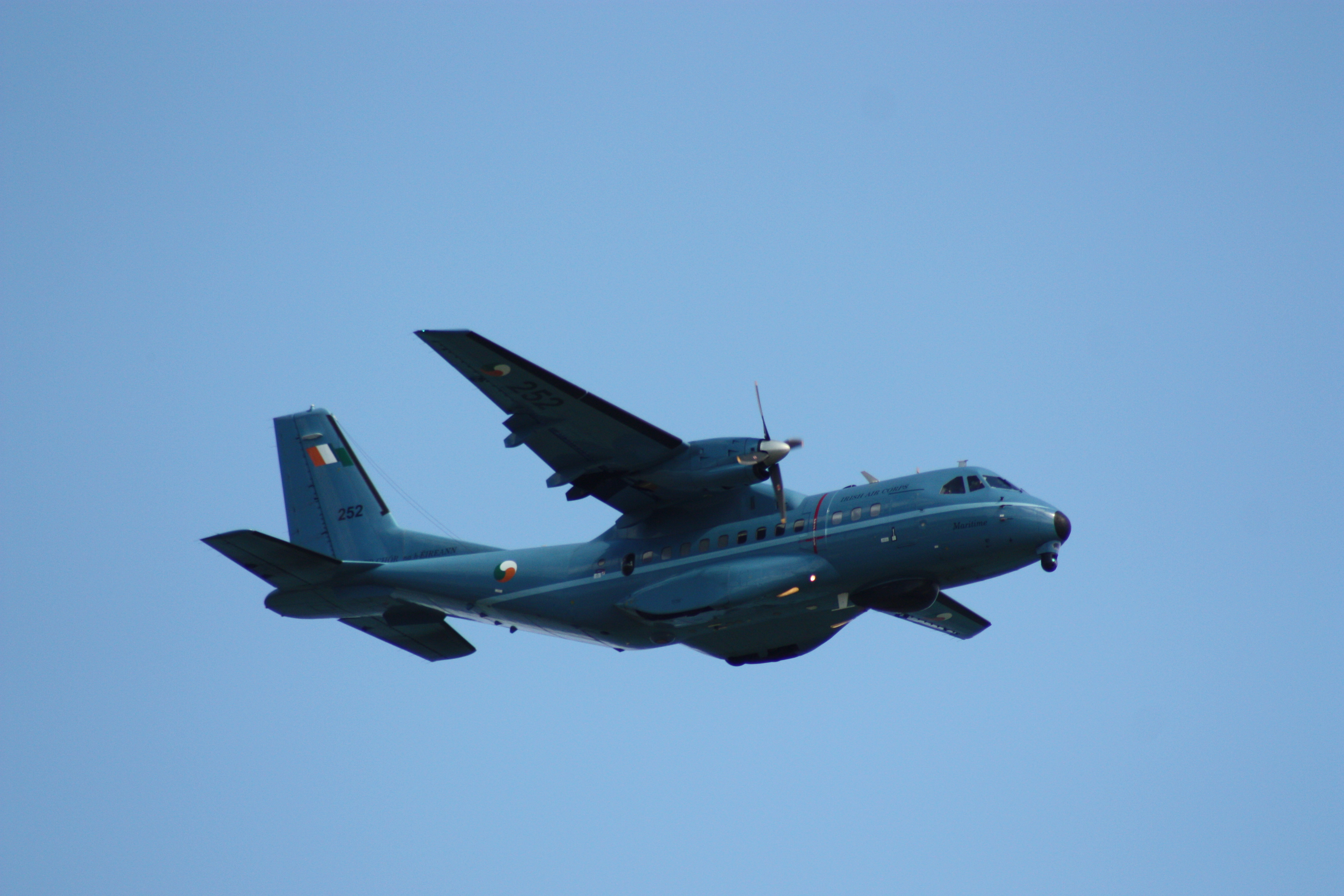
Irische CASA CN-235M

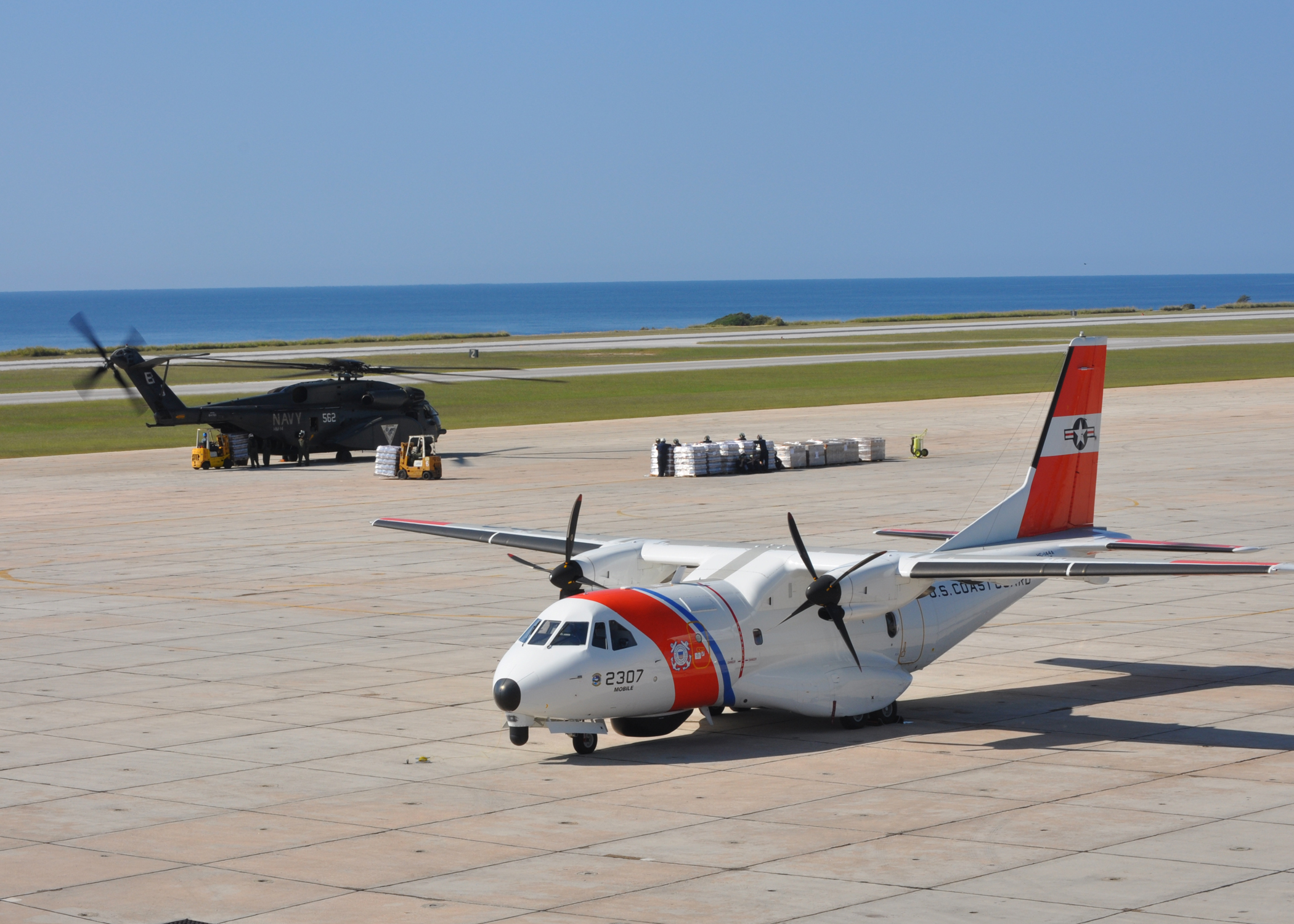
HC-144A der U.S. Coast Guard in Guantanamo Bay

 Botswana
Botswana Defence Force: 4 (zunächst 2 CN235M-10, später durch 2 CN235-300M ersetzt)
 Bophuthatswana
Bophuthatswana Air Force: 1 CN235M-10 (1994 an Südafrika)
 Brunei
Royal Brunei Air Force: 1 CN235MPA (3 bestellt)
 Burkina Faso
Luftstreitkräfte: 1 CN235-220M
 Chile
Ejército de Chile: 4 CN235-100 (1 Verlust)
 Ecuador
Fuerza Aérea Ecuatoriana: 3, 2 CN235M-100, 1 CN235M-300 (alles außer Dienst)
Ejército del Ecuador: 2, 1 CN235-100MPA (ursprünglich in Transportversion), 1 CN235-300MPA
Armada del Ecuador: 2 CN235 von der FAE übernommen
 Elfenbeinküste
Forces armées de Côte d’Ivoire: 2 CN235-220M (aus indonesischer Produktion)
 Frankreich
Armée de l’air 27, 20 CN235M-100/-200 (18 umgebaut zur -200M, 1 Verlust), 8 CN235M-300 (letztere bestellt 2010)
 Gabun
Luftstreitkräfte: 1 CN235M-100
 Indonesien
Indonesische Luftstreitkräfte (Tentara Nasional Indonesia Angkatan Udara, TNI-AU): 15, 6 CN235-100M (1 Verlust), 9 CN235-220M
Indonesische Marine (Tentara Nasional Indonesia Angkatan Laut/TNI-AL): 5 CN235MPA
Indonesische Landstreitkräfte (Tentara Nasional Indonesia – Angkatan Darat / TNI-AD): 3 CN235-220M
 Irland
Irish Air Corps: 3, 1 CN235-100, 2 CN235M-100
 Jemen
Luftwaffe: 1 CN235M
 Jordanien
Royal Jordanian Air Force: 4 2 CN-235M, 2 AC235 Gunshipumbauten aus CN235M-100 von der Türkei geleast
 Kamerun
Armée de l’Air du Cameroun: 1 CN235M-300
 Kolumbien
Fuerza Aérea Colombiana: 3 1 CN235-200M, 2 ECN235 ELINT(1 Exemplar 2015 abgestürzt)
Armada Nacional de la República de Colombia: 3, 2 CN235-200M, 1 CN235-300MPA
 Malaysia
Royal Malaysian Air Force: 8 CN235-220M inkl. 2 mit VIP-Ausstattung (1 Exemplar 2016 bruchgelandet, 2 weitere Umbau in eine MPA-Variante)
 Marokko
Luftstreitkräfte: 6
 Mauretanien
Mauretanische Streitkräfte: 2 (gebrauchte Exemplare von den VAE übernommen)
 Mexiko
Marine: 6 CN235-300MPA
Policía Federal: 2 CN235
 Nepal
Nepalese Army: 2 CN235-220M
 Nigeria
Nigerian Air Force: 20 (bestellt)
 Oman
Royal Oman Police: 2
 Österreich
Österreichische Luftstreitkräfte 1 (von 2000 bis 2002 geleast)
 Pakistan
Pakistan Air Force: 4 CN235-220
 Panama
Panamanian Public Forces: 4 (alle 1994 außer Dienst)
 Papua-Neuguinea
Papua New Guinea Defence Force: 2 CN235M
 Philippinen
Philippines Air Force (PAF): 2 CN235MPA
 Saudi-Arabien
Royal Saudi Air Force: 4
 Senegal
Armée de l’Air Sénégalaise: 5 CN235-220M (2 gebrauchte, 3 Neubauten aus indonesischer Produktion)
 Spanien
Ejército del Aire: 20, 14 CN235 (Transport), 6 CN235MPA
Sociedad de Salvamento y Seguridad Marítima: 3 CN235MPA
Guardia Civil: 2 CN235MPA
 Südafrika
South African Air Force: 1 (von Bophuthatswana, 2012 außer Dienst)
 Südkorea
Luftwaffe: 20
Küstenwache: 4
 Tansania
Tanzania People’s Defence Force: 1 (gebrauchtes Exemplar von den VAE übernommen)
 Thailand
Royal Thai Air Force: 6 (bestellt)
Landwirtschaftsministerium: 2 CN235-220M
Royal Thai Police: 1 CN235
 Türkei
Luftwaffe: 50 CN235-100M (vier Verluste)
Marine: 6 CN235 ASW/ASuW MPA
Küstenwache: 3 CN235 MPA
 Vereinigte Arabische Emirate
Marine: 4
 Vereinigte Staaten
United States Coast Guard: Ursprünglich 36 HC-144A Ocean Sentry bestellt,
 auf 18 gekürzt, nachdem die USCG von der USAF 14 dort ausgemusterte C-27J erhalten soll.
 (Zulauf der HC-144 mit niedriger Rate seit 2006, bis Mai 2014 17 geliefert)

## Zwischenfälle
Vom Erstflug 1983 bis Dezember 2024 kam es zu 14 Totalverlusten von CASA-235. Bei 12 Unfällen kamen 118 Menschen ums Leben. Vollständige Liste:
- Am 25. Februar 1992 kam es mit einer CASA CN-235 des Ejército de Chile (Luftfahrzeugkennzeichen E-217) bei der Landung auf dem schneebedeckten Flugplatz Teniente Rodolfo Marsh Martin (Antarktis) zu einem Ringelpiez. Das Flugzeug wurde irreparabel beschädigt. Alle 11 Insassen, Besatzungsmitglieder und Passagiere, überlebten den Unfall.[27]

- Am 18. Oktober 1992 wurde eine CASA CN-235 der indonesischen Merpati Nusantara Airlines (PK-MNN) in die Flanke des Vulkans Papandayan (Indonesien) geflogen. Die Maschine befand sich im Sichtanflug auf den Flughafen Bandung, obwohl Wolken den Vulkan verdeckten. Das Flugzeug schlug in einer Höhe von 6120 Fuß (1865 Metern) auf dem 2665 Meter hohen Vulkan auf. Durch diesen CFIT (Controlled flight into terrain) wurden alle 31 Insassen getötet, vier Besatzungsmitglieder und 27 Passagiere.[28]

- Am 22. Mai 1997 stürzte eine CASA CN-235 des indonesischen Herstellers IPTN (PK-XNT) auf der Luftwaffenbasis Gorda (Indonesien) ab, als der Abwurf von 4000 Kilogramm Ladung im Tiefflug aus 200 Metern Höhe missglückte. Alle 6 Besatzungsmitglieder und Passagiere, kamen ums Leben.[29]

- Am 19. Januar 2001 geriet eine CASA CN-235 der Türkischen Luftstreitkräfte (097) in der Nähe von Kayseri ins Trudeln und stürzte ab. Alle drei Insassen starben dabei.[30]

- Am 16. Mai 2001 kam es mit einer CASA CN-235M-100 der türkischen Luftstreitkräfte (TAF 086) in Flugfläche 170 (etwa 5200 Metern Höhe) zu einem Kontrollverlust. Das Flugzeug stürzte in der Nähe des Flughafens Malatya-Erhaç (Türkei) ab. Alle 34 Insassen, sechs Besatzungsmitglieder und 28 Passagiere, wurden getötet.[31]

- Am 18. Mai 2001 stürzte eine CASA CN-235MP-100M der Türkischen Marine (TCSG-552) beim Start vom Militärflugplatz Ankara-Etimesgut ab, nachdem sie nur eine Höhe von 100 Fuß (30 Meter) erreicht hatte. Die CN-235 war eines von acht Flugzeugen, die für den Einsatz bei der türkischen Marine umgebaut wurden, und befand sich auf ihrem letzten Testflug. Alle 4 Besatzungsmitglieder kamen ums Leben. Das Flugzeug wurde zerstört.[32]

- Am 29. August 2001 kam es an Bord einer CN-235-200 der Binter Mediterraneo (EC-FBC) auf einem Flug von Melilla im Anflug auf den Flughafen Málaga zu einer Feuerwarnung für das linke Triebwerk. Daraufhin wurden allerdings gleich beide Triebwerke abgestellt, woraufhin die Maschine in der Anflugbefeuerung aufsetzte und gegen die Böschung einer kreuzenden Straße prallte. Ein Teil der Passagiere war zehn Minuten lang im hinteren Kabinenteil eingeschlossen, bis die dortige Tür geöffnet werden konnte. Von den 44 Insassen wurden 4 getötet.[33]

- Am 17. Dezember 2003 flog eine CN-235 der französischen Luftstreitkräfte (Kennzeichen F-RAIA) in ansteigendes Gelände bei Vicdessos (Département Ariège). Alle sieben Menschen an Bord starben.[34][35]

- Am 21. Juli 2005 stürzte eine CN-235 der indonesischen Luftstreitkräfte (Kennzeichen A-2301) beim Anflug auf den Flugplatz Lhokseumawe-Malikussaleh in der Nähe Medans (Provinz Nordsumatra) ab. Dabei kamen drei der 23 Insassen ums Leben.[36][37]

- Am 11. Februar 2013 verunglückte eine CASA CN-235 der Regierung von Guinea (3X-GGG) 4 Kilometer südlich des Flughafens Monrovia (Liberia), als sie im Anflug auf bewaldetes, ansteigendes Gelände aufschlug. Alle 11 Insassen, fünf Besatzungsmitglieder und 6 Passagiere, kamen ums Leben.[38]

- Am 26. März 2015 wurde eine CASA CN-235 der Jemenitischen Luftstreitkräfte (YeAF 2211) bei einem Angriff der Saudi-arabischen Luftwaffe auf den Flughafen Sanaa (Jemen) zerstört. Über Personenschäden ist nichts bekannt.[39]

- Am 31. Juli 2015 stürzte eine CN-235-200M der kolumbianischen Luftstreitkräfte (Kennzeichen FAC-1261) nach einem Triebwerksausfall in Agustín Codazzi (nördlich Aguachicas im Departamento del Cesar) ab, wobei alle elf Personen an Bord ums Leben kamen.[40][41]

- Am 26. Februar 2016 kam es zur Notlandung einer CN-235-220M auf dem Flughafen Kuala Lumpur-Sultan Abdul Aziz Shah gestarteten CN235-220M der malaysischen Luftstreitkräfte (Kennzeichen M44-07) in flachem Sumpfgewässer vor der Küste des Distrikts Kuala Selangor. Die Maschine fing Feuer. Alle acht Besatzungsmitglieder überlebten den Unfall, allerdings ertrank ein Fischer beim Versuch, ihnen zu helfen.[42][43]

- Am 17. Januar 2018 flog eine CASA CN-235 der Türkischen Luftstreitkräfte (98-148) in der Nähe von Hodulluca Mevkii, Distrikt Yalvaç, Provinz Esparta, in einen schneebedeckten Hügel und wurde zerstört. Die Maschine befand sich auf einem Trainingsflug von und zum Flugplatz Eskişehir. Alle drei Insassen starben dabei.[44]

## Technische Daten
| Kenngröße                 | Daten der CN-235-300                                                                          |
| ------------------------- | --------------------------------------------------------------------------------------------- |
| Besatzung                 | zwei Piloten                                                                                  |
| Zivilversion              | (Option) 40 Passagiere oder 4.300 kg Fracht oder 18 Passagiere plus zwei LD-3-Frachtcontainer |
| Länge                     | 21,35 m                                                                                       |
| Spannweite                | 25,81 m                                                                                       |
| Höhe                      | 8,18 m                                                                                        |
| Flügelfläche              | 59,1 m²                                                                                       |
| Flügelstreckung           | 11,3                                                                                          |
| Kabinenlänge              | 9,65 m                                                                                        |
| Kabinenbreite             | 2,70 m                                                                                        |
| Kabinenhöhe               | 1,90 m                                                                                        |
| Kabinenvolumen            | 48,54 m³                                                                                      |
| Kraftstoffvorrat          | 5.265 l                                                                                       |
| Leermasse                 | 9.800 kg                                                                                      |
| max. Startmasse           | 16.500 kg                                                                                     |
| Antrieb                   | zwei General Electric CT7-9C3 mit je 1.305 kW (1.394 kW mit Automatik-Power-Reserve)          |
| Propeller                 | Vierblatt-Propeller Hamilton Sundstrand 14RF-21                                               |
| max. Reisegeschwindigkeit | 460 km/h in 4.575 m                                                                           |
| Dienstgipfelhöhe          | 7.620 m                                                                                       |

CASA CN-235

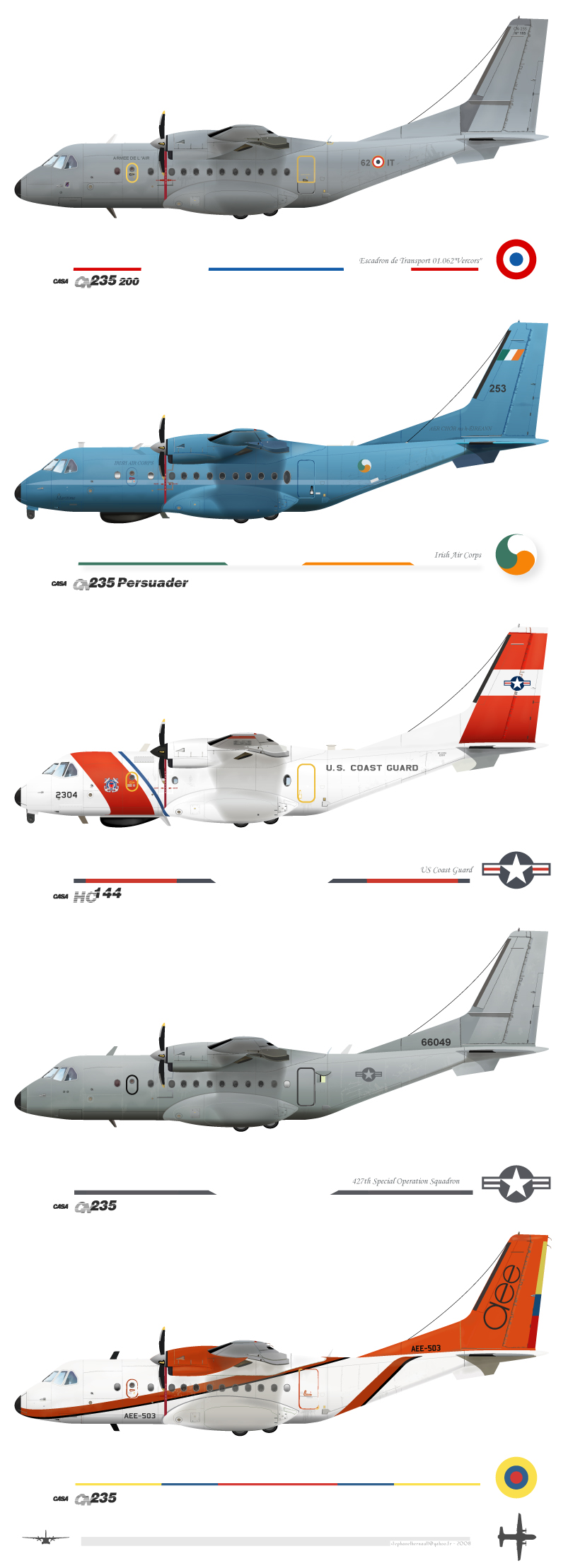
CASA CN-235

| Reichweite                | - 3.658 km (bei 2.400 kg Zuladung) - 1.773 km (bei max. Nutzlast und 45 min Reserve)          |
| Startrollstrecke          | 405 m                                                                                         |
| Landerollstrecke          | 380 m                                                                                         |

## Bewaffnung MPA
Kampfmittel bis zu ca. 3.000 kg an sechs Außenlaststationen
Seezielflugkörper
- 2 × Boeing AGM-84L „Harpoon Block II“
- 2 × Aérospatiale AM-39 „Exocet“

Torpedos
- 4 × Alliant Techsystems Mk.46-Leichtgewichts-Torpedo (Durchmesser 325 mm)